# Mesen-Ka
Mesen-Ka  ist der Name eines Königssohns des Alten Ägyptens, der während der späten 2. Dynastie oder zu Beginn der 3. Dynastie lebte. Sein Grab wurde bislang nicht gefunden.

## Identität
Über Mesen-Kas Familie und Amtszeit ist nichts bekannt. Sein Name ist auf nur zwei Gefäßfragmenten belegt, die in den unterirdischen Galerien der Djoser-Pyramide in Sakkara entdeckt wurden. Mesen-Kas Titel Sa-nesut („Sohn des Königs“, „Prinz“) ist von einigem Interesse für die Ägyptologie, weil er zu Lebzeiten von Mesen-Ka nur wirklichen Königskindern vorbehalten war. Da seine Gefäße (beziehungsweise Gefäßfragmente) tief in den unterirdischen Galerien des Djoser-Komplexes gefunden wurden, hat er mit ziemlicher Sicherheit noch vor Beginn der 3. Dynastie gelebt. Vom Kunst- und Schreibstil her passt seine Inschrift gemäß Aidan Dodson in die späte 2. Dynastie, zwischen die Regierungszeiten der Könige Ninetjer, der in der Mitte der 2. Dynastie regierte, und König Djosers, des mutmaßlichen Begründers der 3. Dynastie. Wessen Sohn er nun wirklich war, ist unbekannt, weil seine Inschrift stets alleine und ohne Nennung eines Königsnamens erscheint.